# Echiniscus carusoi
Echiniscus carusoi är en djurart som tillhör fylumet trögkrypare, och som beskrevs av Giovanni Pilato 1972. Echiniscus carusoi ingår i släktet Echiniscus och familjen Echiniscidae. Inga underarter finns listade i Catalogue of Life.